# Top-Toy
Top-Toy var ett danskt företag som sålde leksaker i Norden. Top-Toy var moderföretag för BR-Leksaker, Toys "R" Us (Skandinavien) och Top-Toy Ltd (Hongkong). De hade omkring 300 BR-Leksaker och Toys "R" Us-butiker, de flesta i Norden, men även 20 butiker i Tyskland
Top-Toy sålde leksaker till barn i åldersgruppen 0-12 år. Huvudkontoret låg i Vallensbæk med centralt distributionscenter i Greve. Avdelningen i Hongkong ansvarade för inköp, design, orderbeställning, kvalitetskontroll, leverans etc av de varor som tillverkades i Asien. Top-Toy stod för hälften av den danska leksaksmarknaden 2010.
Top-Toy sattes i konkurs 28 december 2018.